# Saint-Connec
Saint-Connec é uma comuna francesa na região administrativa da Bretanha, no departamento de Côtes-d'Armor. Estende-se por uma área de 10,93 km². Em 2010 a comuna tinha 265 habitantes (densidade: 24,2 hab./km²).